# Rocket! ぼくらを月につれてって 新・月世界旅行
『Rocket! ぼくらを月につれてって 新・月世界旅行』（ロケット ぼくらをつきにつれてって しんげっせかいりょこう）は、日本のアニメーション。2008年にサイエンスチャンネルで放送された。1回15分、全5回。
アニメ本編と「エリとパスのRocket!プラス」（宇宙に関係する科学や技術の豆知識を紹介するコーナー）で構成される。
本放送は土曜17時00分 - 17時15分、再放送は翌週土曜16時00分 - 16時15分。

## 概要
本作のモチーフはジュール・ヴェルヌの代表作のひとつ「月世界旅行」である。また、フィリアス・フォッグ、アウーダ、パスパルトゥは、同じくヴェルヌの「八十日間世界一周」の登場人物。原作ではフォッグの執事だったパスパルトゥが、本作では少年の設定に変更され、主人公に据えられている。もう一人の主人公マトガワ・エリの姓は的川泰宣から。
発端は、ライターの幕田けいたが堀範行に提案した「ヴェルヌ作品の登場人物を使って現代日本の科学技術を紹介する」という企画。ちょうどサイエンスチャンネルでアニメ番組の募集があったため、堀が「月世界旅行」の要素を加えて応募したところ、本作が採択され、2007年7月から制作が開始された。堀は全話の脚本を担当。監督の松澤建一は、本作が監督デビュー。
堀範行は、低予算だったにもかかわらず質の高い作品に仕上げることができた理由として、
1. アニメーション制作を担当したトランス・アーツがほぼすべての業務を社内で賄える総合力を持っていたこと
2. オリジナル作品を作れるというスタッフのモチベーションが高かったこと

を挙げている。
初音ミクが主題歌に使用された最初のアニメ番組でもある。

## あらすじ
1882年のロンドン。少年パスパルトゥは、探検家フォッグとその妻のアウーダとともに飛行船に乗って世界探検に出発した。しかし旅の途中、突如発生した嵐に巻き込まれ、2080年の日本にタイムスリップしてしまう。少女エリに助けられたものの、飛行船が壊れてしまったため、エリと一緒にロケットで月に向かうことにする。

## 登場人物
パスパルトゥ
声 - 酒井智加
マトガワ・エリ
声 - 並木のり子
フィリアス・フォッグ
声 - 竹内幸輔
アウーダ
声 - 並木のり子
マトガワ
声 - 下崎紘史
パスの父
声 - 渡辺一茂
客室乗務員
声 - 伊藤美穂
子供
声 - 伊藤美穂
機内放送
声 - 武川陽介

## スタッフ
- 監督・絵コンテ・演出 - 松澤建一
- 脚本 - 堀範行
- 監修 - 岩田勉（有人宇宙システム）
- ストーリー原案 - 幕田けいた
- キャラクターデザイン・総作画監督 - 成川多加志
- 3DCG監督・メカデザイン - コレサワシゲユキ、デジタルノイズ
- 美術監督 - 石渡俊和
- 色彩設計 - 本柳有美
- 編集 - デジタルスタジオ・ジャパン
- 音響 - 阿波良和（スリーエススタジオ）
- 音楽 - 小林地香子（スワラプロダクション）
- 音響効果 - 川田清貴（スワラプロダクション）
- 協力 - JAXA、清水建設株式会社、日本ジュール・ヴェルヌ研究会
- アニメーションプロデューサー - 菅野和人
- プロデューサー - 石原孝一郎（科学技術振興機構）、阿部信彦（科学技術振興機構）、佐久間修
- アニメーション制作 - トランス・アーツ、今成英司
- 制作 - 千代田ラフト
- 製作・著作 - 科学技術振興機構

## 主題歌
オープニングテーマ「RADICAL INNOVATION」
作詞・作曲・アレンジ - STUD-G / 歌 - 並木のり子 / コーラス協力 - 初音ミク

## 放送リスト
| 話数 | サブタイトル   | 作画監督   | エリとパスのRocket!プラス | 放送日        |
| ---- | -------------- | ---------- | ------------------------- | ------------- |
| 1    | 目指すは月!    | 成川多加志 | 人類が月にゆくまで        | 2008年 4月5日 |
| 2    | 地球は青かった | 成川多加志 | どうして無重力になるの？  | 4月19日       |
| 3    | 宇宙のくらし   | 成川多加志 | 宇宙飛行士の生活          | 5月3日        |
| 4    | 月面基地       | 澤田譲治   | 月はどんなところなの？    | 5月17日       |
| 5    | 月面の誓い     | 成川多加志 | 将来の月開発              | 5月31日       |